# بوهیردون
بوهیردون (به چینی: 布和额尔敦،  زادهٔ ۱۵ ژوئن ۲۰۰۰) یک کشتی‌گیر آزادکار اهل کشور چین است.
از افتخارات وی می‌توان به کسب مدال برنز بازی‌های آسیایی ۲۰۲۲ اشاره کرد.